# Saint-Romans
Saint-Romans é uma comuna francesa na região administrativa de Auvérnia-Ródano-Alpes, no departamento de Isère. Estende-se por uma área de 17,04 km². Em 2010 a comuna tinha 1 815 habitantes (densidade: 106,5 hab./km²).

## Cidades-irmãs
- Roccasecca dei Volsci, Itália (2003)